# 김희진 (1994년)
김희진(1994년 10월 5일 ~ )은 대한민국의 가수이다.

## 학력
- 서울공연예술고등학교 실용음악과 (졸업)

## 음반
- 2020년 싱글 '차마'
- 2021년 홀딱 (안성훈 (가수)과 듀엣)
- 2021년 삼산이수
- 2022년 사랑의 팔배게
- 2023년 사랑은 마끼아또 (두자매)
- 2024년 주세요

## 방송
- 2019년 TV조선 《내일은 미스트롯》
- 2020년 채널A 《이제 만나러 갑니다》
- 2020년 MBC 에브리원 《대한외국인》
- 2023년 채널A 《행복한 아침》
- 2023년 KBS 청주방송총국 《무대를 빌려드립니다》
- 2023년 KBS 부산방송총국 《아침마당》